# Katja Pahl
Katja Pahl (* 19. Januar 1919 als Käthe Charlotte Pahl in Berlin; † 5. März 2001 in Los Angeles) war eine deutsche Filmschauspielerin.

## Leben
Katja Pahl kam 1936 zum deutschen Film und gab ihr Spielfilmdebüt in E. W. Emos Musikfilm Drei Mäderl um Schubert an der Seite von Paul Hörbiger. Waren es zunächst nur Kleinstrollen, so konnte sie bald mit wichtigeren Nebenrollen ein breites Publikum auf sich aufmerksam machen: sie mimte unter anderem die Soubrette in Karl Hartls Liebeskomödie Gastspiel im Paradies, in der Hilde Krahl die Besitzerin eines Hotels verkörpert, und die Einbrecherin Assy in Peter Paul Brauers Streifen Ich bin gleich wieder da. Auch im Propagandafilm Menschen im Sturm, den Fritz Peter Buch im Hochsommer 1941 für die Tobis Filmkunst GmbH inszenierte und der „als nationalsozialistisches Tendenzstück im Zusammenhang mit dem deutschen Überfall auf Jugoslawien (April 1941)“ zu sehen ist, erhielt sie eine kleine Rolle. Nach Walter Felsensteins Komödie Ein Windstoß, welche auf einem Theaterstück von Giovacchino Forzano basiert und in der sie als eine der Mieterinnen zu sehen ist, war ihre Filmkarriere zu Ende. Auch nach dem Zweiten Weltkrieg trat sie nicht mehr auf der Leinwand in Erscheinung.
1941 heiratete Katja Pahl den Arzt Hans Behnke, mit dem sie seit 1939 eine Tochter hatte. Behnke wurde kurz darauf zum Kriegsdienst einberufen und als Militärarzt in Paris verpflichtet. Wegen regimekritischer Aktivitäten wurde er verhaftet und fortan als Frontsoldat eingesetzt. Nach einem halben Jahr desertierte er und tauchte für einige Monate in Berlin unter. Nach seiner erneuten Verhaftung wurde er zum Tod verurteilt, kam dann aber ins KZ Buchenwald, von wo er kurz vor der "Evakuierung" wiederum flüchten konnte und nach längerer Zeit schließlich über die Tschechoslowakei nach Berlin gelangte.
Katja Pahl blieb nach dem Zweiten Weltkrieg zunächst noch in ihrer Geburtsstadt, wo ihr Mann wieder eine Arztpraxis eröffnet hatte. Um 1950 wanderte sie mit ihm und ihrer Tochter nach Venezuela und 1956 schließlich nach Los Angeles aus. Dort arbeitete sie als Büroangestellte in einem Krankenhaus. Über ihr späteres Leben ist derzeit nichts bekannt. Sie starb 2001 in ihrer Wahlheimat Los Angeles.

## Filmografie
- 1936: Drei Mäderl um Schubert
- 1937: Die wirkliche Liebe (Kurzfilm)
- 1937: Gasparone[7]
- 1938: Das Mädchen von gestern Nacht
- 1938: Gastspiel im Paradies
- 1938: Liebelei und Liebe
- 1939: Ich bin gleich wieder da
- 1940: Mein Mann darf es nicht wissen
- 1941: Tobis-Studio Film Nr. 2: Eine Stunde (Kurzfilm)
- 1941: Alle Männer sind Lumpen (Kurzfilm)[8]
- 1941: Menschen im Sturm
- 1942: Ein Windstoß